# Fatim Diarra
Fatim Winshett El Habib Diarra, född 1986, är en finländsk politiker (Gröna förbundet). Hon är ledamot av Finlands riksdag sedan 2023.
Diarra blev invald i riksdagen i riksdagsvalet 2023 med 6 774 röster från Helsingfors valkrets.